# ولکه هامری
ولک همری (به چکی: Velké Hamry) یک منطقهٔ مسکونی و municipality with town privileges در جمهوری چک است که در Jablonec nad Nisou District واقع شده‌است.